# فندق ميراج في لاس فيغاس
فندق ميراج هو منتجع يضم الفنادق والملاهي ويتألف من 3044 غرفة ذات سمة بولينيزية، ويقع على طريق لاس فيغاس ستريب في مدينة بارادايس، ولاية نيفادا، الولايات المتحدة الأمريكية. وقد تم بناؤه من قبل المطور ستيف وين، وتملكه وتديره في الوقت الراهن شركة إم جي إم الدولية للمنتجعات.
وتعد الظلة الأصلية التي تحمل علامة فندق ميراج والموجودة أمامه أكبر ظلة قائمة بذاتها في العالم. كما تم ربط المنتجع بواسطة الترام المجاني بفندق وملهى تريجر آيلاند المجاور لأملاك الفندق من ناحية الشمال.

## لمحة تاريخية

### التأسيس
بُني فندق ميراج من قبل المطور ستيف وين وصُمم من قبل جويل بيرغمان. واُفتتح في 22 تشرين الثاني/ نوفمبر عام 1989، حيث كان أول منتجع يتم بناؤه باستخدام أموال وول ستريت من خلال استخدام السندات عالية المخاطر. وقد بُني في الموقع الذي كان يشغله في السابق ملهى كاست أوايز، وكان يشغله قبل ذلك نادي ريد روستر الليلي. في عام 1980 طلب ستيف وين، وهو صديق للعائلة، من روجر توماس الانضمام إلى فريق لتصميم أول منتجع رئيسي كامل في لاس فيغاس خلال 25 عاماً، ليضم فندقاً وملهىً أكثر تطوراً من الفنادق والملاهي الأخرى الموجودة في المدينة. وقد أصبح هذا منتجع وفندق ميراج الذي افتتح في عام 1989.
كان فندق ميراج أغلى فندق وملهى في التاريخ، حيث بلغت تكلفة بناءه 630 مليون دولار أمريكي. وقد اكتسبت نوافذ الفندق الذهبية المميزة لونها من غبار الذهب الحقيقي المستخدم في عملية التلوين.

### السنوات الأولى
لقد كان فندق ميراج مكاناً لإقامة عروض سيغفريد وروي منذ عام 1990 وحتى عام 2003، حيث جمع المتصدران للعناوين بين السحر واستخدام الحيوانات البرية. ولكن تم إيقاف هذه العروض في عام 2003 بعد أن عضّ واحد من النمور البيضاء المستخدمة في العروض المؤدي روي هورن وتسبب في إصابته
في عام 1993، استضاف فندق ميراج سلسلة موسعة من عروض سيرك دو سوليه «نوفيل إكسبيرينس» في خيمة موجودة في موقف سيارات فندق ميراج. وخلال هذه الفترة قرر ستيف وين دعوة السيرك لإعداد عرض «ميستر» لمنتجع تريجر آيلاند المجاور الذي سيتم بناؤه في وقت قريب. وأخيراً عاد سيرك دو سوليه إلى المكان الذي بدأ منه في لاس فيغاس، ليصبح لديه إنتاج دائم في فندق ميراج.

### السنوات الأخيرة
غادر غانس فندق ميراج في شباط/ فبراير عام 2009 ليلعب دور البطولة في أحد العروض في فندق إنكور لاس فيغاس.وفي عام 2009 بدأ محرك العرائس والفائز في برنامج أمريكا جوت تالنت تيري فاتور العمل لمدة 5 سنوات في الفندق. [بحاجة إلى مصدر] . وفي عام 2009 أيضاً، ظهر فندق ميراج في برنامج ذي أميزينغ ريس 15، حيث كان على أحد أعضاء الفريق أن يدفع بالآخر ليقفز البنجي في الهواء من أجل الإمساك بباقة أزهار تم عرضها في مسرح الحب.
وفي تشرين الثاني/ نوفمبر عام 2012 أصبح ملهى ميراج ثاني ملهى في لاس فيغاس يقدم نموذج جيف هول المختلف من لعبة بلاك جاك وهو بلاك جاك الرهان الحر، بعد ملهى غولدن ناغيت. أما في عام 2014، فقد ظهر فندق ميراج في برنامج ذي أميزينغ ريس 24، حيث اضطرت الفرق لاستبدال المصابيح في حرف 'ي' في كلمة 'ميراج'.